# Palladiumhydrid
Palladiumhydrid (kemisk formel PdH) är metalliskt palladium som innehåller betydliga mängder väte i sin kristallstruktur. Vid rumstemperatur och en atmosfärs tryck kan palladium absorbera upp till 900 gånger sin egen volym av väte. Denna egenskap är reversibel, och har undersökts eftersom lagring av väte är av stort intresse och en bättre förståelse för vad som händer på den molekylära nivån skulle kunna ge ledtrådar till förbättrad tillverkning av metallhydrider. Ett palladium-baserat vätelagringsmedium skulle dock vara alldeles för dyrt på grund av metallens kostnad.
Palladiumelektroder har använts i några experiment i kall fusion, med arbetshypotesen att väteatomerna skulle kunna "klämmas" mellan palladiumatomerna för att hjälpa dem att undergå kärnfusion vid lägre temperaturer än de som annars skulle krävas. Inga experiment i kall fusion har hittills gett definitiva positiva resultat, och palladiets teoretiska förmåga att verkligen åstadkomma detta är ifrågasatt.

## Historik
Palladiets förmåga att absorbera vätgas upptäcktes 1866 av Thomas Graham och absorptionen av elektrolytiskt framställt väte, där vätet absorberades av en palladiumkatod, dokumenterades 1939 för första gången.

## Kemisk struktur och egenskaper
Väteabsorptionen producerar två olika faser, alfa och beta, som båda innehåller palladiumatomer i ett ytcentrerat kubiskt kristallgitter (fcc). Detta är samma struktur som rent metalliskt palladium. Vid låga koncentrationer upp till PdH0,02 expanderar alfa-palladiumhydridens kristallgitter något, från 3,889 Å (ångström) till 3,895 Å. I högre vätekoncentrationer uppstår betafasen med gitterkonstanten 4,025 Å. Båda faserna samexisterar fram till PdH0,58 då den första alfafasen upphör. Studier med neutrondiffraktion har visat att väteatomer upptar slumpvis de oktaedriska mellanrummen i metallgittret (i ett ytcentrerat kubiskt gitter finns det ett oktaedriskt hål per metallatom). Absorptionsgränsen vid normalt atmosfärstryck är PdH0,7, vilket visar att ungefär 70 % av de oktaedriska hålen är fyllda med väteatomer. Väteabsorptionen är reversibel, och vätet diffunderar snabbt genom metallen. Metallens elektriska ledningsförmåga minskar i takt med att väteabsorptionen ökar: vid PdH0,5 blir ämnet en halvledare.

## Ytabsorptionsprocess
Väteabsorptionsprocessen har med hjälp av sveptunnelmikroskop visats kräva aggregat med åtminstone tre tomrum på palladiumkristallens yta för att klyva vätemolekyler (H2) till enskilda atomer. Orsaken till denna egenskap och den specifika ytstrukturen har analyserats.

## Tillämpningar
Väteabsorptionen är reversibel och högst selektiv. I industriella tillämpningar används en palladium-baserad diffusionsseparator för att rena vätgas. Oren vätgas leds genom rör med membran bestående av en silver-palladiumlegering. Väte och deuterium diffunderar fort genom membranet. Gasen som kommer igenom är renad och klar för användning. Palladiet legeras med silver för att stärka metallen. Om membranet skulle hamna i betafasen skulle gitterexpansion förvrida och spräcka membranet. För att undvika betafasen hålls temperaturen över 300 °C.